# ウズベキスタン共和国憲法
ウズベキスタン共和国憲法 (ウズベキスタンきょうわこくけんぽう、ウズベク語: Oʻzbekiston Respublikasining Konstitutsiyasi / Ўзбекистон Республикасининг Конституцияси) は、ウズベキスタンの憲法である。
ウズベキスタン共和国憲法は1992年12月8日に承認された後、1993年12月28日に一度変更が行われている。ウズベキスタン共和国憲法はウズベキスタン共和国の最高法規である (第15条)。

## 概要
ウズベキスタン共和国憲法は名目上は三権分立を規定しており、強力な権限をもつ大統領、立法府 (国民議会、Oliy Majlis)、そして司法機関から成り立っている。しかし、ウズベキスタンは現在でも中央アジアにおいて最も独裁色の強い国家となっている。
ウズベキスタンの大統領は国の最高権力者である。直接選挙により指名され、任期は5年である。大統領は軍の最高司令官として、緊急事態や戦争時の宣言を行うことができる。大統領は首相と内閣の閣僚、3つの国家裁判所の裁判官を任命する権限を持ち、国民議会の承認を通し低級司法機関のすべての裁判官を任命する権限を持つ。大統領は国民議会を解散する権限も持ち、権力闘争の状況下において大統領の指名に際して国民議会の拒否権を無効とする事ができる。
二院制の国民議会の内、定数150の下院の任期は5年である。下院は憲法裁判所の同意のもと、大統領が解散を宣言できる。裁判長は大統領により任命されるため、解散決定権の比重は行政府に大きく傾いている。定数100名の上院には大統領が直接指名する16名の枠が含まれている。国民議会は大統領主導のもと議会で法を制定し、最高裁判所、検事総長、カラカルパクスタン共和国政府により. 法律制定の他に、国際条約、大統領令、緊急事態の際の制定もまた国民議会により批准が必要となる。
国家の最高司法機関としては最高裁判所、最高憲法裁判所、最高経済裁判所がある。低級司法機関としては、州、地区、市のレベルで司法機関が設置されている。すべての司法判断は大統領と国民議会により承認される。名目上は司法機関は政府の他の機関から独立した機構をもつとされているが、実際は行政府の制御下にある。ソビエト連邦時代のシステムのように、検事総長と検事長は主任検事長と刑事事件の主任調査官であって被告の公判前の権利制限を行うことが可能である。
憲法には多くの民主主義的な記述が含まれているが、これは政令や法律により無効とされうるものであり、憲法の規定は無視されることも多い。

## 基本原則

### 第1条
ウズベキスタンは主権民主共和国である。「ウズベキスタン共和国」と「ウズベキスタン」という名称は同義である。

### 第2条
国家は人民の意志を表明し、国民の利益を供する。国家機関と公務員は社会と市民に対しその責任を負う。

### 第4条
ウズベキスタン共和国の公用語はウズベク語である。ウズベキスタンは国内に居住する民族及びその民族の言語、習慣、伝統を尊重し、その発展のための条件を創出する。

### 第6条
ウズベキスタンの首都はタシュケント市である。

### 第8条
ウズベキスタンの人民はその民族によらずウズベキスタン共和国市民が構成する。

### 第10条
人民により選出された国民議会と共和国大統領のみがウズベキスタン人民の代理として行動することができる。いかなる社会の一部、政党、公的団体、運動、個人もウズベキスタン人民の代理として行動することはできない。

### 第11条
ウズベキスタンの国家権力は立法、行政、司法に権力分立される。

### 第12条
ウズベキスタン共和国における社会生活は政治制度、イデオロギー、意見の多様性に基づいて発展する。個別のイデオロギーが国家イデオロギーとなることはない。

### 第13条
ウズベキスタン共和国の民主主義は全人類の原則に基づくものであり、人間、人命、自由、名誉、尊厳、その他の固有の権利を至上の価値とする。民主主義における権利と自由は憲法及び法律により保護される。

### 第14条
国家はその活動を、人間及び社会の福祉のため社会正義と適法性の原則に基づいて行う。

## 経済条項

### 第36条
全ての者が所有権を有する。銀行預金の秘密保全と相続権は法律により保証される。

### 第53条
市場関係の発展に向けられたウズベキスタンの経済は様々な形態をとって所有される財産に基づく。国家は経済活動、企業活動、消費者の権利を主目的とする労働の自由及びあらゆる形態の財産に対する平等性と法的保護を保証する。私有財産はその他の形態の財産と共に不可侵のものであり、国家により保護される。所有者は法的手続きにおいてのみその財産を奪われうる。

### 第55条
土壌、鉱物資源、水資源、動植物界、その他の天然資源は国富を構成するものであり、効率的かつ良心的な使用の対象であって国家に保護される。

## 第16章 - ウズベキスタン共和国の行政区分構造

### 第68条
ウズベキスタン共和国はウズベキスタン内の州、地区、市、町、集落、キシュラク、アウール (村) 及びカラカルパクスタン共和国から構成される。

### 第69条
カラカルパクスタン共和国、州、タシュケント市の境界の変更、並びに州、市、町、地区の設立と廃止にはウズベキスタン共和国国民議会 (Oliy Majlis) の認可を必要とする。

## 他の章
- 人権、自由、義務は第5・11章で規定される。 (18-52条)
- 社会制度と家族制度は第13・14章で規定される。 (56-67条)
- 立法府 (国民議会) は第18章で規定される。 (76-88条)
- 大統領は第19章で規定される。 (89-97条)
- 行政府 (内閣の閣僚) は第20章で規定される。 (98条)
- 地方政府は第21章で規定される。 (99-105条)
- 司法府は第22・24章で規定される。 (106-116, 118-121条)
- 選挙制度と憲法改正手順は117条・127条・128条で規定される。